# Faroald II de Spolète
Faroald II de Spolète est un duc lombard du duché de Spolète, dans l'actuelle Ombrie, au début du VIIIe siècle.

## Biographie
Faroald est le successeur du duc Transamund Ier de Spolète (vers 703/705).
Faroald II conquiert la cité de Classis non loin de Ravenne mais sur l'ordre du roi Luitprand il doit la rendre aux « Romains ». En 719/720, son fils Transamund se révolte contre lui, et Faroald finit par être déposé, devant céder sa place à son fils qui le fait clerc.

## Sources
- Paul Diacre, Histoire des Lombards.